# ماركو روغ
ماركو روغ (بالكرواتية: Marko Rog)‏ (مواليد 19 يوليو 1995) هو لاعب كرة قدم. يلعب مع منتخب كرواتيا لكرة القدم. سبق له أن لعب في بطولة أمم أوروبا لكرة القدم 2016 مع منتخب بلاده.

## روابط خارجية
- ماركو روغ على موقع الاتحاد الأوربي (الإنجليزية)
- ماركو روغ على موقع اتحاد كرواتيا (الكرواتية)
- ماركو روغ على موقع قاعدة بيانات كرة القدم.إي يو (الإنجليزية)
- ماركو روغ على موقع ناشيونال فوتبول تيمز (الإنجليزية)
- ماركو روغ على موقع Soccerway.com (الإنجليزية)
- ماركو روغ على موقع كووورة
- ماركو روغ على موقع AS.com (الإسبانية)